# Hippolyte Rubin
Pour les articles homonymes, voir Rubin.

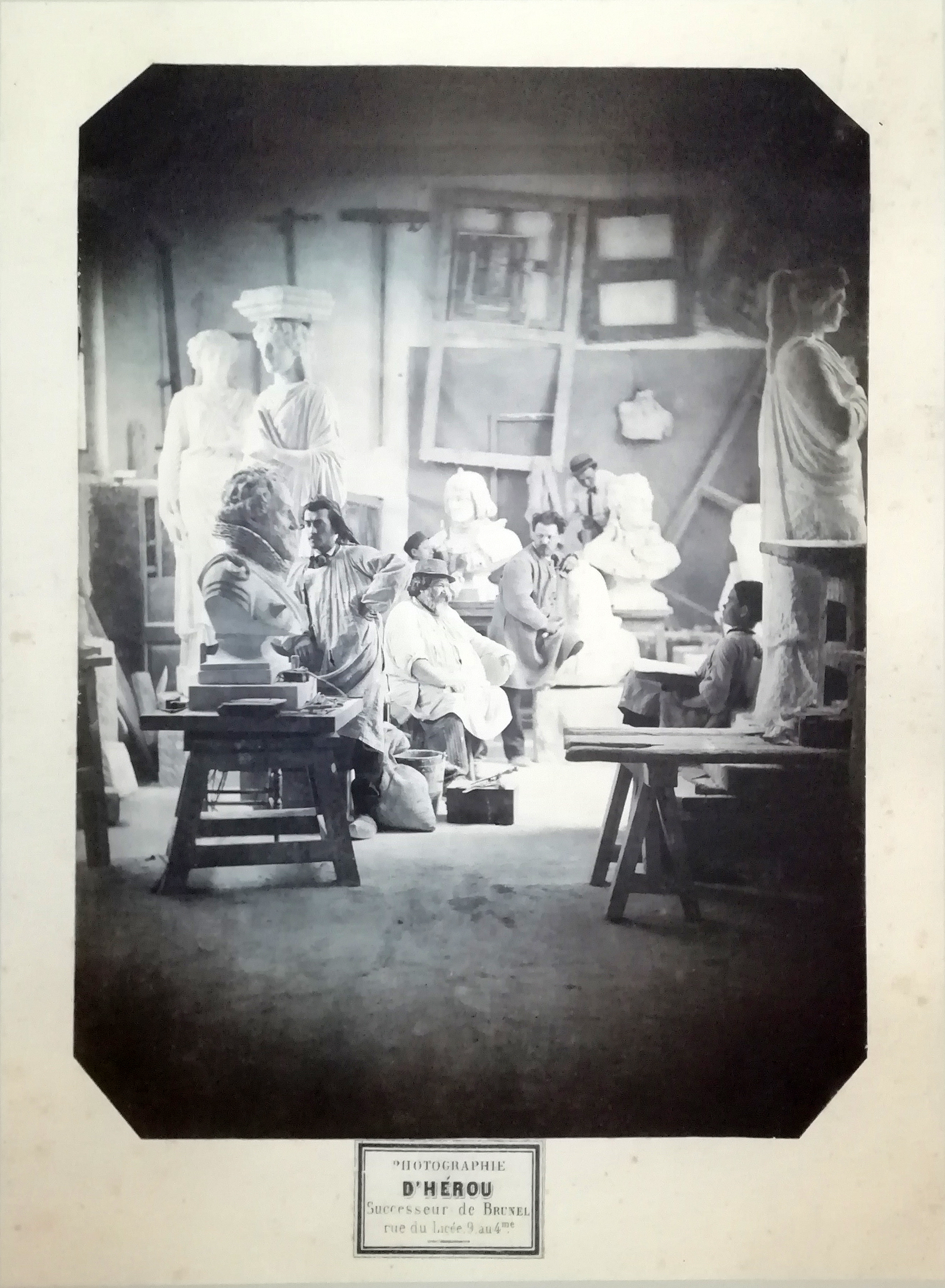

Étienne Hippolyte Rubin, né le 10 mai 1830 à Grenoble et mort le 6 juillet 1895 à Vétheuil, est un sculpteur français.

## Biographie
Hippolyte Rubin est le frère aîné d’Auguste Eugène Rubin. Il est l’élève d’Armand Toussaint en 1857, de Victor Sappey en 1864 et de l’École des beaux-arts de Paris en 1865.
Actif à Paris où il expose aux Salons de 1857 à 1887,, son atelier était situé no 7 rue Guénégaud à Paris en 1857, no 136 rue de Vaugirard de 1864 à 1870, et no 108 de la même rue de 1883 à 1887.

## Œuvres dans les collections publiques
- Grenoble, musée de Grenoble : Jean Joseph Mounier, 1868, buste en plâtre patiné (inv. MG 544).

## Œuvres exposées au Salon
- 1857 : Ruse d’amour, statuette en plâtre, no 3093[1].
- 1857 : Portrait de Melle R…, médaillon en marbre, no 3094[1].
- 1864 : Pudeur et coquetterie, statue en plâtre, no 2064[1].
- 1865 : Portrait de M. Théotiste L…, buste en plâtre, no 3143[1].
- 1868 : Jean-Joseph Mounier, buste en plâtre ou pierre, no 3837, pour la décoration extérieure de la préfecture de Grenoble[1].
- 1868 : La Sainte-Famille, bas-relief en marbre, pour la chapelle de famille du couvent de la Grande Chartreuse[2].
- 1883 : Portrait de Mme R…, buste en marbre, no 4167[1].
- 1887 : Feu Théotiste Lefèvre, buste en plâtre, no 4452[1].